# Гостиражни
Гостиражни (макед. Гостиражни, алб. Gostirazhni) — село в Республики Македония, в общине Долнени в Пелагонийском регионе страны.
Село расположено в котловине Пелагония в долине Прилепско-Поле, к северо-западу от города Прилеп и от горного массива Бабуна.

## История
В XIX веке село было населённым пунктом в Османской империи (Прилепская каза), 1873 году в «Этнографии вилаетов Адрианополь, Монастырь и Салоники» изданной в 1878 году в Константинополе упоминается о 146 болгарах населявших село. В 1900 году здесь проживало 272 жителя, все — болгары-христиане. В 1905 году 360 жителей села были прихожанами церкви Болгарской екзархии. На этнической карте северо-западной Македонии 1929 года приведённой Селищевым А. М., Гостиражни обозначены, как болгарское село.

## Население
По результатам переписи 2002 года население села — 108 жителей, из них македонцы — 45 чел. и албанцы — 63 чел.

## Люди, связанные с селом
- Стефан Димитров[болг.] (1876—1905), болгарский революционер, деятель ВМОРО, погиб у Гостиражни[6].